# Lijst van voetbalinterlands Burkina Faso - Lesotho
Deze lijst van voetbalinterlands is een overzicht van alle officiële voetbalwedstrijden tussen de nationale teams van Burkina Faso en Lesotho. De Afrikaanse landen hebben tot op heden twee keer tegen elkaar gespeeld. De eerste ontmoeting was een kwalificatiewedstrijd voor de Afrika Cup 2015 op 6 september 2014 in Ouagadougou. Het laatste duel, de returnwedstrijd in dezelfde kwalificatiereeks, vond plaats in Maseru op 15 november 2014.

## Wedstrijden
| № | Plaats      | Datum            | Competitie                   | Wedstrijd              | Uitslag |
| - | ----------- | ---------------- | ---------------------------- | ---------------------- | ------- |
| 1 | Ouagadougou | 6 september 2014 | Africa Cup 2015 kwalificatie | Burkina Faso − Lesotho | 2 − 0   |
| 2 | Maseru      | 15 november 2014 | Afrika Cup 2015 kwalificatie | Lesotho − Burkina Faso | 0 − 1   |

## Samenvatting
| Competitie              | Totaal gespeeld | Winst Burkina Faso | Gelijk | Winst Lesotho | Doelsaldo Burkina Faso – Lesotho |
| ----------------------- | --------------- | ------------------ | ------ | ------------- | -------------------------------- |
| Afrika Cup-kwalificatie | 2               | 2                  | 0      | 0             | 3 − 0                            |
| Totaal                  | 2               | 2                  | 0      | 0             | 3 − 0                            |

Wedstrijden bepaald door strafschoppen worden, in lijn met de FIFA, als een gelijkspel gerekend.
FBF · A-internationals · Olympisch elftal · Burkinees vrouwenelftal
1960 – 1969 · 
1970 – 1979 · 
1980 – 1989 · 
1990 – 1999 · 
2000 – 2009 · 
2010 – 2019 ·
2020 − 2029
Algerije ·
Angola ·
Bahrein ·
België ·
Benin ·
Botswana ·
Burundi ·
Centraal-Afrikaanse Republiek ·
Chili ·
Comoren ·
Congo-Brazzaville ·
Congo-Kinshasa ·
Djibouti ·
Egypte ·
Equatoriaal-Guinea ·
Ethiopië ·
Gabon ·
Gambia ·
Ghana ·
Guinee ·
Guinee-Bissau ·
Iran ·
Ivoorkust ·
Kaapverdië ·
Kameroen ·
Kazachstan ·
Kenia ·
Kosovo · 
Lesotho ·
Liberia ·
Libië ·
Madagaskar ·
Malawi ·
Mali ·
Marokko ·
Mauritanië ·
Mozambique ·
Namibië ·
Niger ·
Nigeria ·
Noord-Korea ·
Oeganda ·
Oezbekistan ·
Oman ·
Qatar ·
Senegal ·
Seychellen ·
Sierra Leone ·
Soedan ·
Swaziland ·
Tanzania ·
Togo ·
Tunesië ·
Zambia ·
Zimbabwe ·
Zuid-Afrika ·
Zuid-Korea ·
Zuid-Soedan
Nigeria (2013)
LFA · 
Lesothaans vrouwenelftal
Interlands
Tegenstander:
Algerije ·
Angola ·
Benin ·
Botswana ·
Burkina Faso ·
Burundi ·
Centraal-Afrikaanse Republiek ·
Comoren ·
Congo-Kinshasa ·
Ethiopië ·
Gabon ·
Gambia ·
Ghana ·
Guinee ·
Ivoorkust ·
Kaapverdië ·
Kameroen ·
Kenia ·
Laos ·
Liberia ·
Libië ·
Madagaskar ·
Malawi ·
Maleisië ·
Marokko ·
Mauritanië ·
Mauritius ·
Mozambique ·
Myanmar ·
Namibië ·
Niger ·
Nigeria ·
Oeganda ·
Rwanda ·
Sao Tomé en Principe ·
Senegal ·
Seychellen ·
Sierra Leone ·
Soedan ·
Swaziland ·
Tanzania ·
Togo ·
Zambia ·
Zimbabwe ·
Zuid-Afrika